# Die Technologiefalle
Die Technologiefalle (Originaltitel polnisch Tajemnica chińskiego pokoju) ist ein Essay-Sammelband von Stanisław Lem. Die deutsche Ausgabe erschien 2000 im Insel Verlag,  die polnische Originalausgabe 1995 in Krakau. Die deutsche Übersetzung stammt von Albrecht Lempp, mit Ausnahme des Essays „Biochips“, der von Friedrich Griese übersetzt wurde.

## Inhalt
In 29 Essays, die teils lose aufeinander aufbauen, bearbeitet Lem anfangs aus aktueller Perspektive Themen, die er in der Summa technologiae (1964) sowie in den Dialogen (1957)  bereits analysiert hat. Für ihn unerwartet seien viele für ihn damals nicht erreichbar scheinende Technologien in zumindest rudimentärer Form Realität geworden, insbesondere die „Phantomatik“ (virtuelle Realität), Künstliche Intelligenz sowie die Gentechnik.  Anders als in den folgenden Essaysammlungen Die Megabit-Bombe (1996–1998) und Riskante Konzepte (2000), arbeitet Lem in der „Technologiefalle“ nur selten mit polemischen Elementen und wird sein wachsender Zukunftspessimismus allenfalls angedeutet.
Ein beherrschendes Thema der Essaysammlung ist der Gegensatz zwischen technischer und biologischer Evolution. Lem analysiert die Entwicklung immer leistungsfähigerer Computer und einer generell immer leistungsfähigeren Ingenieurskunst, die indessen konsequent „Top-Down“-Entwicklungsansätze verfolgt. Die Produkte werden zwar kleiner und leistungsfähiger, die produzierende Maschinerie bleibt aber das größere und übergeordnete System. Dem gegenüber stellt er die biologische Evolution, die aus einer  winzigen, aber entsprechend entwickelten Keimzelle hochkomplexe Organismen zu schaffen vermag, deren Einzelkomponenten (die Zellen) jeweils den kompletten Bauplan (die DNA) beinhalten. Aus unterschiedlichen Perspektiven wird die Fragestellung bearbeitet, ob und wie eine Anwendung dieses Konzeptes für menschliche Technologieentwicklung möglich sein könnte.
Lem postuliert zwar diese grundsätzliche Überlegenheit der biologischen Evolution, die im Unterschied zum technischen Fortschritt Intelligenz und erhebliche Flexibilität hervorbrachte und aus mikroskopischem Ausgangsmaterial komplexe Ergebnisse schafft, hinterfragt sie jedoch auch. So sei die heutige Effizienz der Lebensformen unter anderem mit Hekatomben ausgestorbener Arten bezahlt, möglicherweise erhebliche Hindernisse auf dem Weg der Evolution seien bis heute zwar nicht klar benennbar, aber anzunehmen, angesichts beispielsweise der extrem langen Zeitspanne zwischen der Entstehung primitiver Lebensformen bis zur kambrischen Explosion.
Ebenfalls betrachtet werden Forschungsfelder, die an das Thema angrenzen: So betrachtet Lem ausgehend von Sprachen als Symbol- und Bedeutungssysteme die Unterschiede und Gemeinsamkeiten von menschlichen Sprachen, von formalen Systemen wie der Mathematik sowie der Codierung von Information im Erbgut von Zellen. Die Frage nach der Möglichkeit einer künstlichen Intelligenz auf dem Substrat heutiger oder analog konstruierter Rechner wird gestellt und verneint, gängige Testmethoden wie der Turing-Test oder das (dem polnischen Originalwerk den Buchtitel gebende) Chinesische Zimmer dekonstruiert. Mensch-Computer-Interfaces scheitern Lem zufolge an der grundsätzlichen Verschiedenheit des Substrats und der extremen Flexibilität des Gehirns und seiner Strukturen.
Während sich Lem in anderen essayistischen Werken oft auf Autoren aus Literatur, Futurologie und Science Fiction bezieht, beschäftigt er sich in der Technologiefalle teils intensiv mit Kurt Gödel, Douglas R. Hofstadter oder Manfred Eigen.

## Kritik
Frank Schirrmacher lobte in der F.A.Z. die „prognostische Kraft von Literatur“ im Buch und bezeichnete es als „sehr unterhaltsam und weitaus mehr als nur spekulativ“. Dabei verdanke sich Lems „Abgründigkeit […] einer gleichsam fragenden Beschreibungskraft, eines sokratischen Zwiegesprächs über den Menschen, in dem die Logik den Leser zu Schlüssen zwingt.“
Bernhard Dotzler konstatierte in der Neuen Zürcher Zeitung hingegen, Lems im Buch versuchter „Nachweis, wie dergestalt die einstige Phantastik seiner Futurologie sich empirisch bewahrheitet hat“, bliebe eine „Windelhöschenphantomatik“. Lem versuche, trotz der von ihm konstatierten Nicht-Vorhersagbarkeit der Zukunft jene vorherzusagen und scheitere an der Paradoxie. Er betrachte die „...Gegenwart zugleich als Bestätigung, die ihm Weitblick bescheinigt, und als Widerlegung, die ihm weiter Zukunftsmusik zu singen erlaubt.“

## Ausgaben
- Erstausgabe: Die Technologiefalle. Übersetzt von  Albrecht Lempp. Mit einem Vorwort von Jerzy Jarzębski. Insel Verlag, Frankfurt am Main und Leipzig 2000, ISBN 978-3-458-17039-6.
- Neuauflage: Die Technologiefalle. Übersetzt von  Albrecht Lempp. Mit einem Vorwort von Jerzy Jarzębski. Suhrkamp Verlag, Frankfurt 2002, ISBN 978-3-518-39885-2.